# Santa Fé (del av en befolkad plats)
Santa Fé är en del av en befolkad plats i Colombia.   Den ligger i departementet Bogotá, i den centrala delen av landet, i huvudstaden Bogotá. Santa Fé ligger 2 617 meter över havet och antalet invånare är 107 044.
Terrängen runt Santa Fé är kuperad åt sydost, men åt nordväst är den platt. Runt Santa Fé är det mycket tätbefolkat, med 4 188 invånare per kvadratkilometer. Närmaste större samhälle är Bogotá, 1,3 km väster om Santa Fé. Runt Santa Fé är det i huvudsak tätbebyggt.